# Cheng I-ching
Cheng I-ching (chinês: 鄭怡靜, pinyin: Zhèng Yíjìng; Tainan, 15 de fevereiro de 1992) é uma mesa-tenista taiwanesa, medalhista olímpica.

## Carreira
I-ching conquistou a medalha de bronze nos Jogos Olímpicos de Verão de 2020 em Tóquio, como representante de Taipé Chinês, na prova de duplas mistas, ao lado de Lin Yun-ju, após derrotarem os franceses Emmanuel Lebesson e Jia Nan Yuan por 4–0. Atualmente, ela também é estudante de mestrado no Departamento de Educação Física da Universidade Católica de Fu Jen.